# Семёнова, Лидия Константиновна
Лидия Константиновна Семёнова (22 ноября 1951, Трительники, Каменец-Подольская область — 4 июля 2025) — советская и украинская шахматистка, гроссмейстер (1982) среди женщин. Тренер.

## Биография
Чемпионка УССР (1971). Участница многих чемпионатов СССР (с 1969); лучшие результаты: 1971 — 3—4-е; 1972 — 5—8-е; 1976 и 1979 — 5—6-е; 1978 — 1—2-е (с И. Левитиной); 1980/1981 — 6—7-е места. В составе команды СССР участница Олимпиады 1984 (лучший результат соревнования — 9½ очков из 10). Участница зонального турнира ФИДЕ (1981) — 1—4-е; межзональных турниров — Бад-Киссинген (1982) — 2-е и Тузла (1987) — 3—4-е (проиграла дополнительный матч за выход в турнир претенденток А. Брустман — 1 : 4); матчей претенденток — ч/ф (1983) с М. Мурешан — 5½ : 4½ (+4 −3 =3), п/ф (1983) с Н. Иоселиани — 5½ :4½ (+5 −4 =1), финал (1984) с И. Левитиной — 5 : 7 (+2 −4 =6); турнира претенденток — Мальмё (1986) — 4—5-е места.
Лучшие результаты в других международных соревнованиях: Пётркув-Трыбунальски (1971, 1976 и 1987, 1979, 1984) — 1-е места (трижды), 2—3-е, 1—2-е; Синая (1977) и Будапешт (1980) — 1—2-е; Батонья (1984) — 1-е; Белград (1985) — 3—5-е; Львов (1985) — 2—4-е; Бэиле-Еркулане (1986) — 1—3-е места.
Шахматистка активного позиционного стиля. За достижения в области шахмат награждена медалью «За трудовую доблесть» (1985).
Умерла 4 июля 2025 года в возрасте 73 лет.

## Изменения рейтинга
| Графики недоступны из-за технических проблем. См. информацию на Фабрикаторе и на mediawiki.org. |